# アルドブランディーニの聖母 (ティツィアーノ)
『アルドブランディーニの聖母』（アルドブランディーニのせいぼ、伊: La Madonna Aldobrandini , 英: The Aldobrandini Madonna）とも呼ばれる『聖母子と幼児の洗礼者聖ヨハネ、女性の聖人あるいは寄進者』（The Virgin and Child with the Infant Saint John and a Female Saint or Donor）は、イタリア、ルネサンス期のヴェネツィア派の巨匠ティツィアーノ・ヴェチェッリオが1532年頃に制作した絵画である。油彩。現在はロンドンのナショナル・ギャラリーに所蔵されている。またフィレンツェのピッティ宮殿とフォートワースのキンベル美術館、イギリスのロイヤル・コレクションに工房作が所蔵されている。

## 作品
聖母マリアは幼児キリストを抱き締めている女性とともに我が子をあやしている。画面の左に座った洗礼者聖ヨハネは前傾姿勢で左手をつき、キリストに花と果実を捧げるべく右手を伸ばしており、聖母は右手を伸ばしてそれを受け取ろうとしている。画面右の中景では羊飼いが多くの羊たちを連れて歩いており、その上空では雲の上から天使が彼らを見下ろしている。聖母たちの背後には緑の木々が美しく生い茂り、遠景には青空が広がっている。ティツィアーノはジョヴァンニ・ベッリーニやジョルジョーネのように、宗教的主題を牧歌的な風景の中に描いているが、『新約聖書』のエピソードが表現されていると考えた場合、いくつかの混乱が見られる。中景の羊飼いと空の天使は「ルカによる福音書」2章で語られている羊飼いへの告知を暗示し、キリスト生誕を示唆している。しかし果実と花を贈る洗礼者聖ヨハネの存在はエジプトへの逃避途上の休息の場面により相応しいが、一般的なエジプトへの逃避途上の休息で描かれる聖母の夫であるナザレの聖ヨセフの姿はない。むしろこれは『聖書』の特定の場面を描いているのではなく、発注主の私的な信仰に合せてキリストの生涯から選択された要素を組み合わせたものと考えられる。

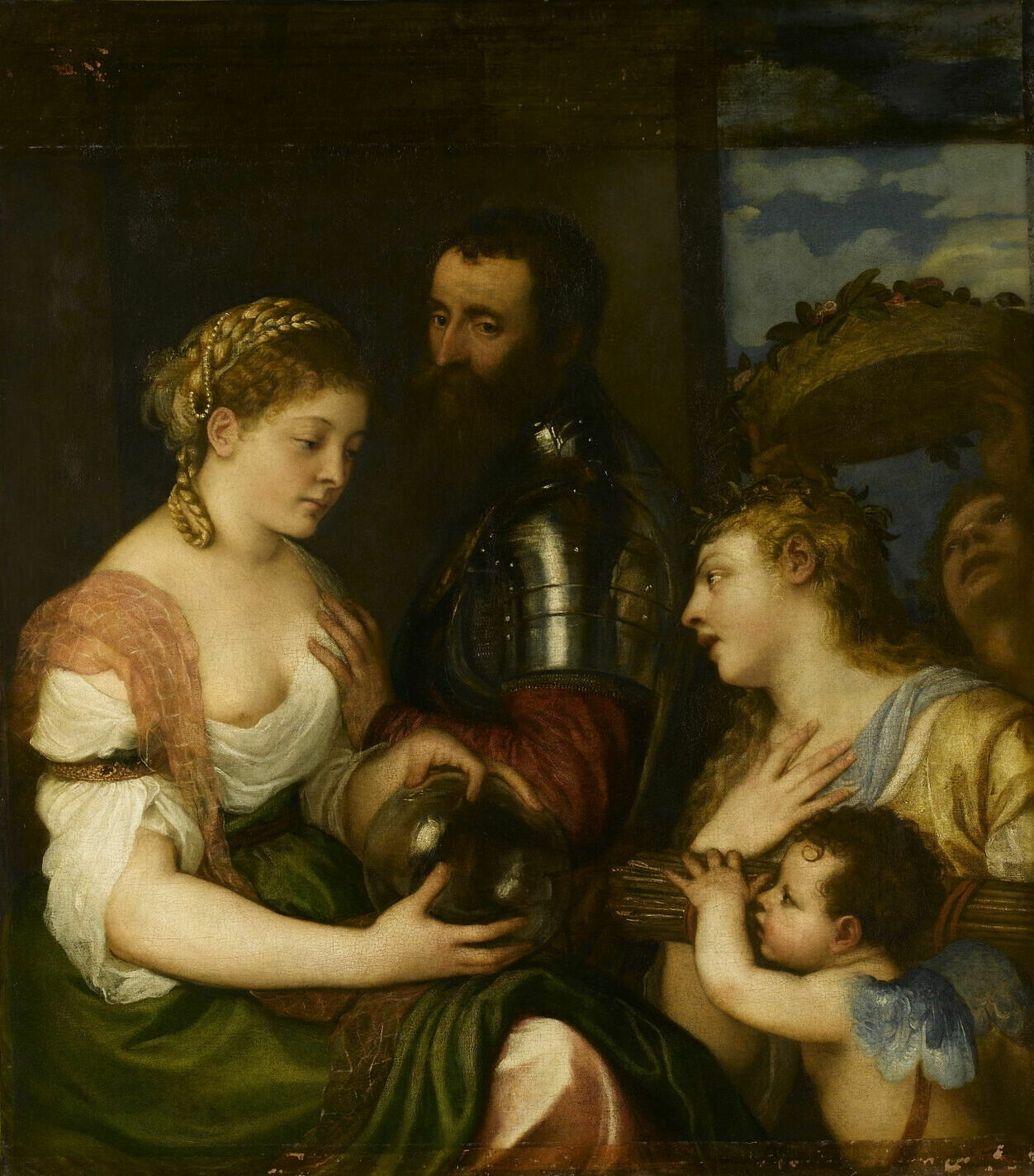
同時期の作品『結婚の寓意』。本作品の聖カタリナと『結婚の寓意』画面左の女性像との類似が指摘されている。ルーヴル美術館所蔵。

ティツィアーノは珍しいことに、聖母の衣装を伝統的な赤と青の配色ではなく、青のみで描いている。これは赤色が背景の青空とうまく調和しないことを考慮した結果と思われる。キリストを抱いている女性は腕が描かれておらず、女性がキリストをどのように支えているかはっきりしない。この女性は女性の寄進者ないし聖人、特にアレクサンドリアの聖カタリナと考えられているが、聖人であることを明示するアトリビュートを所持していない。
ナショナル・ギャラリー所蔵の絵画はいくつかあるヴァリアントの最初のものであり、その後に続く数十年で慣行となったティツィアーノの工房での複製制作の初期の例である。署名と1533年の日付は修復によって失われたが、ティツィアーノ本人によるものではなかった可能性がある。保存状態は一部を除いて極めて良好である。画面左に画布が追加されて画面が拡張されている。

## 来歴
本作品と思われる絵画の最初の記録は1532年までさかのぼる。この年、マルカントニオ・ミキエルはヴェネツィアのアンドレア・オドニ（Andrea Odoni）の邸宅でティツィアーノが描いた「風景の中の聖母子と幼児の聖ヨハネおよび女性の聖人」の絵画を見ている。その後、絵画は1603年に作成された枢機卿ピエトロ・アルドブランディーニの莫大な財産目録に記録されており、おそらくナポリのメディーナ・デ・ラス・トレス公爵がイタリアからスペインに持ち帰り、フェリペ4世に贈った絵画に含まれていた。絵画はエル・エスコリアル修道院に移されたが、ナポレオンの侵攻の際に行方不明となり、1860年にボークーシン・コレクション（Beaucousin collection）とともにナショナル・ギャラリーに購入された。

## ヴァリアント
フィレンツェのピッティ宮殿とフォートワースのキンベル美術館は、おそらく同じカルトンをもとに制作された工房作のヴァリアントを所蔵している。英国のロイヤル・コレクションもやや小さいサイズのヴァリアントを所蔵している。本作品とこれらの3点の絵画は密接に結びついており、聖母マリアのポーズは繰り返しとなっているが、いくつかの要素が変更されている。ピッティ宮殿版では女性の聖人がアレクサンドリアの聖カタリナとして明確に描かれている。キンベル美術館版では幼児の洗礼者聖ヨハネは画面右端に移動して仔羊とともに立ち、聖母と女性の聖人は赤い衣装をまとっているほか、空は暗雲が垂れ込めて、キリストの受難の未来が強調されている。ロイヤル・コレクション版では幼児キリストのポーズは異なっており、さらに聖ヨハネと女性の聖人の両方が省略され、中景では羊飼いに代わってトビトと天使が描かれている。

## ギャラリー

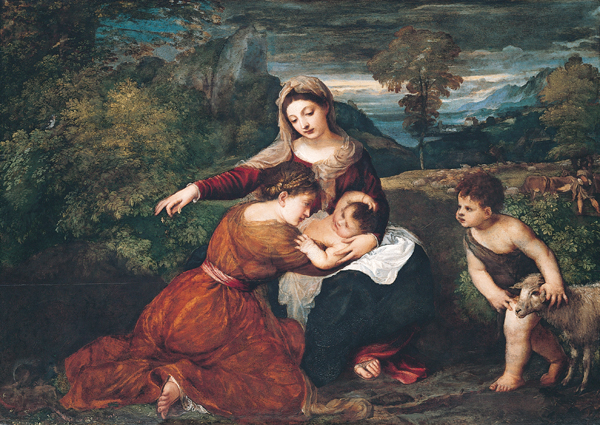
『聖母子と女性聖人、幼児の洗礼者聖ヨハネ』1530年代 キンベル美術館所蔵
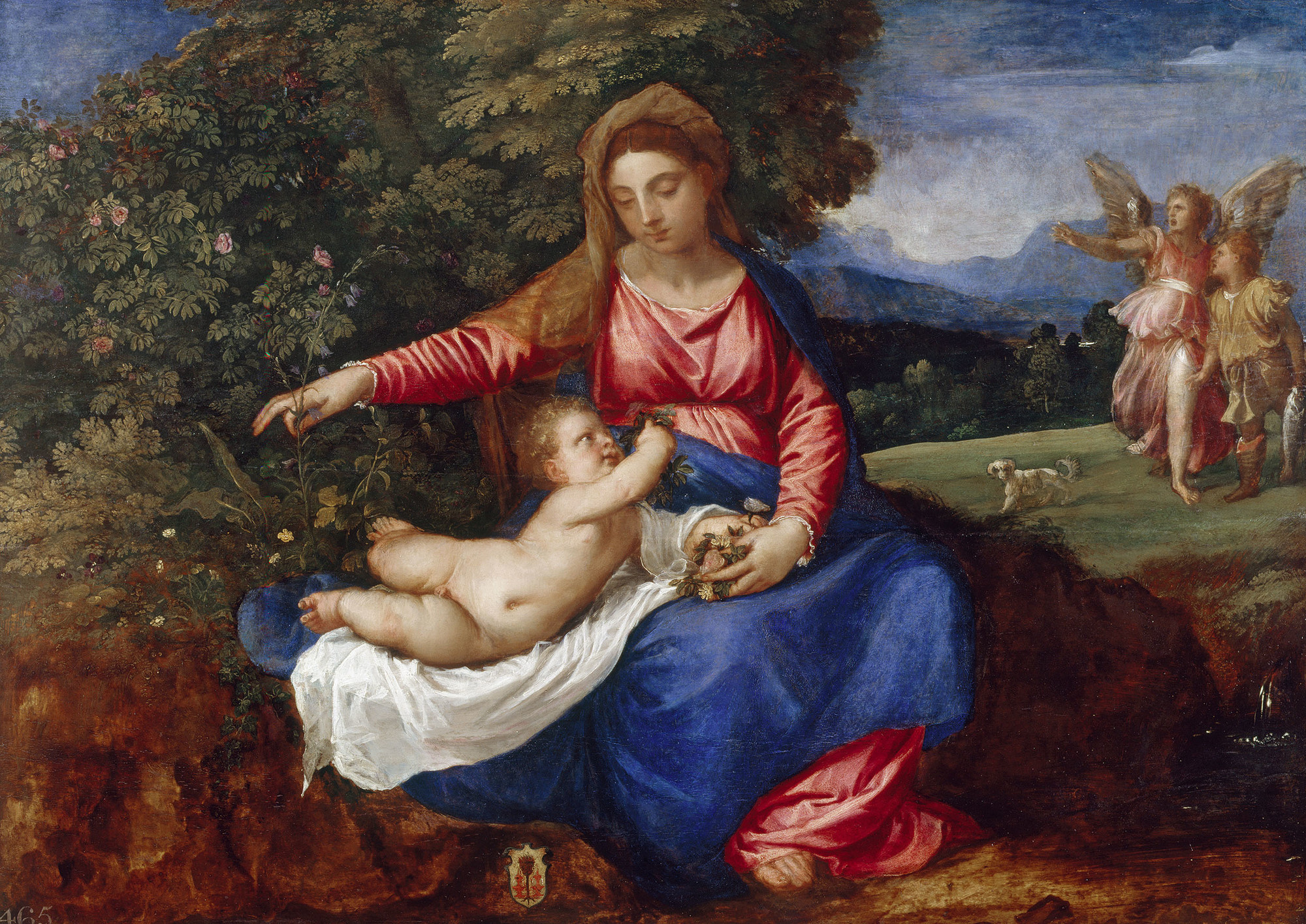
『風景の中の聖母子とトビト、天使』1535年-540年頃 ロイヤル・コレクション所蔵